# Alaimus aculeatus
Alaimus aculeatus är en rundmaskart som beskrevs av Andrassy 1968. Alaimus aculeatus ingår i släktet Alaimus och familjen Alaimidae. Inga underarter finns listade i Catalogue of Life.